# 海辺つり公園
海辺つり公園は、神奈川県横須賀市平成町にある、港湾緑地である。公共の釣り施設で入園料は無料である。釣り目的以外にも、園内には遊具や噴水などがあり、多目的に楽しめる施設となっている。

## 周辺施設
- うみかぜ公園
- 横須賀魚市場
- 京急本線・久里浜線堀ノ内駅
- ポイント横須賀大津店

## 交通
自動車　
- 横浜横須賀道路横須賀ICから神奈川県道28号本町山中線、小川町左折後、三春町3丁目左折

電車　　
- 堀ノ内駅から徒歩数分。